# Jerzy Kamiński

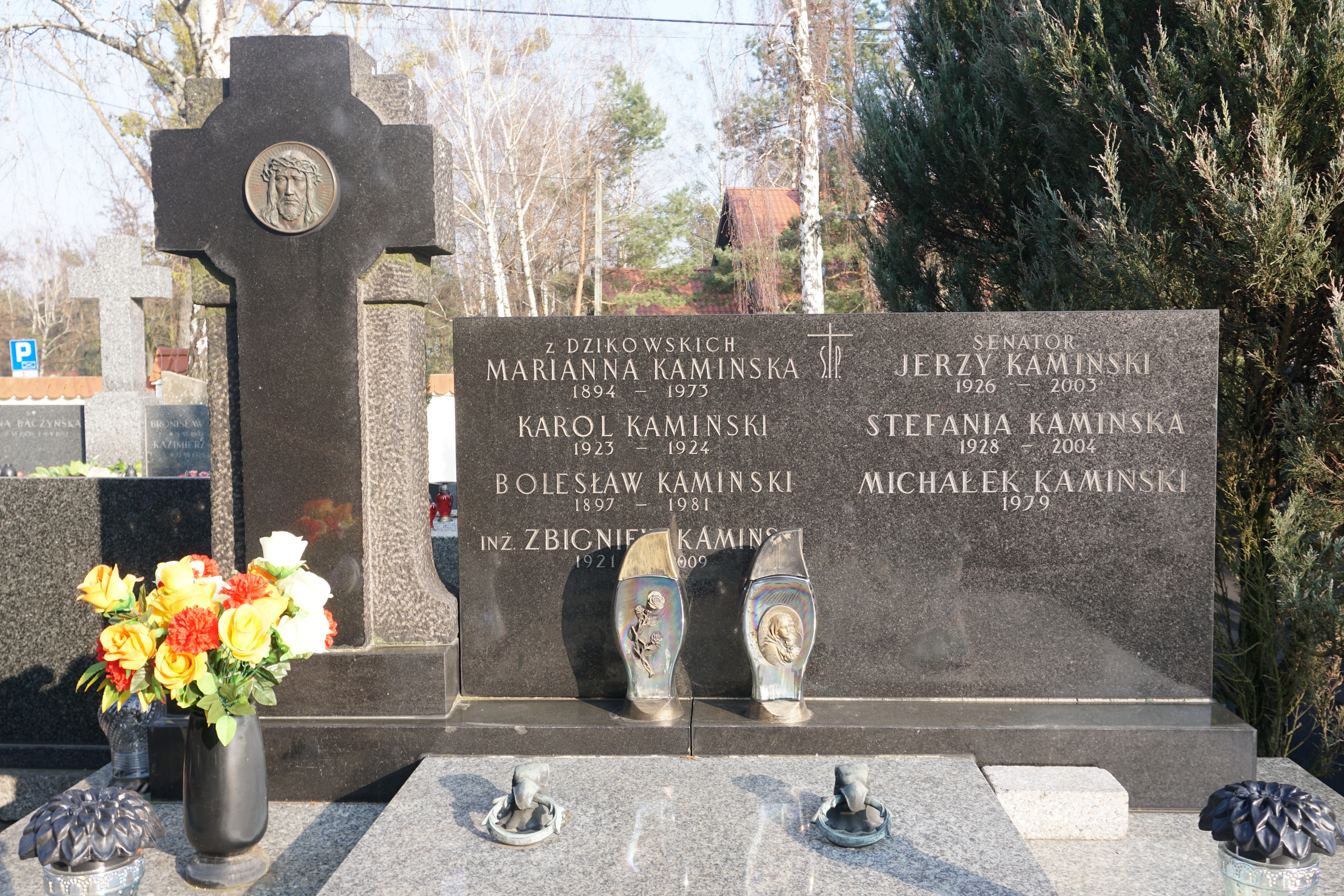
Grób Jerzego Kamińskiego na cmentarzu w Milanówku

Jerzy Piotr Kamiński (ur. 21 czerwca 1926 w Wiskitkach, zm. 30 lipca 2003 w Zawadach) – polski polityk, rolnik, senator II kadencji, minister-członek Rady Ministrów w rządzie Hanny Suchockiej.

## Życiorys
W czasie II wojny światowej kształcił się na tajnych kompletach w Żyrardowie oraz w Warszawie do Technicznej Szkoły Metaloznawczo-Odlewniczej. Po zakończeniu okupacji niemieckiej ukończył gimnazjum i liceum ogólnokształcące w Gliwicach, gdzie pracował w Odlewni Artystycznej. W 1946 podjął studia w Szkole Głównej Handlowej w Warszawie i w Państwowej Wyższej Szkole Higieny Psychicznej. Od 1951 do 1953 zatrudniony w Miejskim Handlu Detalicznym w Warszawie, następnie pracował w rodzinnym zakładzie rzemieślniczym (1953–1968) oraz na roli w Zawadach (1969–1986). Był wiceprzewodniczącym Niezależnego Samorządnego Związku Zawodowego „Solidarność” w województwie skierniewickim, a także przewodniczącym Wojewódzkiej Rady NSZZ Rolników Indywidualnych „S”. Stał na czele zarządu Przedsiębiorstwa Handlowo-Produkcyjnego „Hortmasz” w Strobowie.
W latach 1991–1993 z ramienia Porozumienia Ludowego pełnił mandat senatora II kadencji, reprezentując województwo skierniewickie. Był także ministrem-członkiem Rady Ministrów ds. kontaktów z partiami politycznymi w rządzie Hanny Suchockiej (od lipca 1992 do października 1993). Później wycofał się z działalności politycznej. Pochowany na cmentarzu w Milanówku.